# A Sentinela do Serro
A Sentinela do Serro foi um jornal criado pelo político liberal mineiro Teófilo Benedito Ottoni no contexto da crise política que levaria à abdicação de Dom Pedro I. O jornal circulou entre 1830 e 1832.

Em sua Circular aos Eleitores Mineiros, Teófilo Ottoni descreve o projeto político do jornal no contexto do período regencial, transcrevendo vários artigos de sua autoria que foram publicados na Sentinela - cujos poucos exemplares restantes estão hoje desaparecidos. Na referida circular, assim escreve Ottoni:
| “ | A Sentinella do Serro era o periódico a que durante a viagem do imperador pela provincia de Minas o Republico bradava daqui: "Olá da Sentinela do Serro, alerta!" Alerta estava a Sentinella! | ” |